# Stéphane Bohli
Stéphane Bohli (n, 25 de julio de 1983 en Ginebra, Suiza) es un jugador de tenis suizo. En su carrera no ha conquistado torneos a nivel ATP, pero ha llegado a la final de un torneo ATP en dobles, su mejor posición en el ranking fue Nº113 en octubre de 2010. 

## Títulos (2)

### Challengers (2)
| Leyenda (Individuales)          |
| Grand Slam (0)                  |
| ATP World Tour Masters 1000 (0) |
| ATP World Tour 500 (0)          |
| ATP World Tour 250 (0)          |
| ATP Challenger Tour (2)         |
| ITF Futures (0)                 |

| N. | Data                | Torneo            | Superficie | Oponente en la final | Resultado |
| 1. | 28 de abril de 2008 | Lanzarote, España | Dura       | Yen-Hsun Lu          | 6–3, 6–4  |
| 2. | 20 de julio de 2009 | Recanati, Italia  | Dura       | Andrey Golubev       | 6–4, 7–64 |

#### Finales
| N. | Data                   | Torneo                     | Superficie | Oponente en la final | Resultado       |
| 1. | 30 de octubre de 2006  | Louisville, Estados Unidos | Dura       | Amer Delic           | 3–6, 6–2, 6–3   |
| 2. | 22 de octubre de 2007  | Barnstaple, Reino Unido    | Dura       | Jérémy Chardy        | 7–64, 16–7, 7–5 |
| 3. | 1 de enero de 2008     | Nouméa, Nueva Caledonia    | Dura       | Flavio Cipolla       | 6–4, 7–5        |
| 4. | 28 de enero de 2008    | Dallas, Estados Unidos     | Dura       | Amer Delic           | 6–4, 7–5        |
| 5. | 3 de noviembre de 2008 | Bratislava, Eslovaquia     | Dura       | Jan Hernych          | 6–2, 6–4        |

### Dobles

#### Finales en Dobles
| N. | Data                 | Torneo                  | Superficie    | Compañero            | Oponente en la final                   | Resultado        |
| 1. | 5 de julio de 2004   | Nottingham, Reino Unido | Hierba        | Jean-Claude Scherrer | Nathan Healey Tuomas Ketola            | 0–6, 6–4, 6–2    |
| 2. | 22 de agosto de 2005 | Ginebra, Suiza          | Tierra batida | Roman Valent         | Rubén Ramírez Hidalgo Santiago Ventura | 6–3, 7–5         |
| 3. | 23 de enero de 2007  | Durban, Sudáfrica       | Dura          | Noam Okun            | Rik de Voest Dominik Meffert           | 6–4, 6–2         |
| 4. | 7 de julio de 2008   | Gstaad, Switzerland     | Cubierta      | Stanislas Wawrinka   | Jaroslav Levinský Filip Polášek        | 3–6, 6–2, [11–9] |